# Claroscura
Claroscura es el octavo álbum del grupo colombiano Aterciopelados,constituye el regreso del grupo tras 10 años de su último material de estudio y su segunda entrega tras 4 años de su regreso oficial. Para esta entrega la producción fue compartida por el bajista y líder del grupo Héctor Buitrago junto al reconocido productor argentino Cachorro López, mientras que la masterizacion fue realizada por la ingeniera Emily Lazar en The Lodge Studio L.A.
El primer sencillo del álbum fue "Play" lanzado 12 de abril de 2018  esta canción cuenta con la colaboración de Ana Tijoux; varias letras del álbum están enfocadas en el empoderamiento de la mujer sin dejar de lado tópicos que han sido frecuentados por el grupo en álbumes anteriores como el medio ambiente y la espiritualidad.

## Lista de canciones
Todas las canciones escritas y compuestas por Aterciopelados excepto donde se indique. 
| Claroscura |                                                         |              |          |  |
| N.º        | Título                                                  | Escritor(es) | Duración |  |
| 1.         | «Play (con Ana Tijoux)»                                 |              | 3:43     |  |
| 2.         | «Cuerpo»                                                |              | 3:05     |  |
| 3.         | «Tu Amor Es»                                            |              | 3:56     |  |
| 4.         | «Ay Ombe (Vamo' a Relajar el Pony) [con Jorge Celedón]» |              | 3:46     |  |
| 5.         | «Tumbao»                                                |              | 3:30     |  |
| 6.         | «Soñemos un Bosque»                                     |              | 3:54     |  |
| 7.         | «Dúo»                                                   |              | 3:33     |  |
| 8.         | «Despierta Mujer»                                       |              | 3:26     |  |
| 9.         | «Manifiesto Colibrí»                                    |              | 3:22     |  |
| 10.        | «Piernas»                                               |              | 4:13     |  |
| 11.        | «Vieja»                                                 |              | 4:55     |  |
| 12.        | «Show»                                                  |              | 3:28     |  |
| 13.        | «He Venido a Pedirte Perdón (Remasterizado)»            | Juan Gabriel | 4:15     |  |
| 49:06      |                                                         |              |          |  |

## Videoclips
- «He Venido a Pedirte Perdon»
- «Play»
- «Duo»

## Músicos
- Andrea Echeverri: Voz, guitarra rítmica
- Héctor Buitrago: Bajo, coros
- Gregorio Merchán: Batería
- Leonardo Castiblanco: Guitarra

Músicos colaboradores
- Ana Tijoux: Coros y Segunda Voz
- Jorge Celedón: Coros y Segunda Voz